# Passage West
Passage West (en irlandès An Pasáiste Thiar) és una ciutat portuària d'Irlanda, al comtat de Cork, a la província de Munster. Es troba al marge oest del port de Cork, a uns 10 kilòmetres al sud-est de la ciutat. Compta amb molts serveis, instal·lacions i mitjans socials. Passage West va ser designada àrea de conservació en el Pla de Desenvolupament 2003 del comtat de Cork.

## Història
Fins a finals del segle xvii era un llogaret de pescadors i només a partir del segle xix es va començar a desenvolupar com a ciutat portuària. Charles Stewart Parnell i el predicador John Wesley hi van fer discursos. Fou escenari d'un enfrontament força violent entre les forces partidàries i contràries al Tractat Angloirlandès durant la Guerra Civil Irlandesa.

## Composició del consell municipal (2009)
| Partit | Partit       | Escons |
| ------ | ------------ | ------ |
|        | Fine Gael    | 2      |
|        | Fianna Fáil  | 2      |
|        | Labour Party | 1      |
|        | Sinn Féin    | 1      |
|        | Independents | 3      |

## Agermanaments
- Chasseneuil-du-Poitou